# Antoine Rossignol
Antoine Rossignol (Albi, 1600 – Juvisy-sur-Orge, 1682) è stato un crittologo francese dell'epoca del Re Sole, tanto abile nella sua arte che il termine francese rossignol indica tuttora il grimaldello, come mezzo per aprire le porte chiuse.
Lui e suo figlio Bonaventure furono ammessi a corte da Luigi XIII; Luigi XIV, colpito dalla loro abilità, sistemò i loro uffici vicino ai suoi appartamenti, in modo da averli sempre vicino ogniqualvolta ne avesse avuto bisogno per inviare messaggi segreti.
Sono gli autori della Grande Chiffre, una delle più resistenti cifrature monoalfabetiche del periodo, riservata al re ed ai suoi stretti collaboratori, e della Petite Chiffre, impiegata dai funzionari della corte.